# Șoldănești (Republik Moldau)
Koordinaten: 47° 49′ N, 28° 48′ O
Șoldănești liegt im gleichnamigen Rajon im Nordosten der Republik Moldau. Die Stadt mit 5.883 Einwohnern (2014) ist das Verwaltungszentrum des Rajons. Durch die Stadt fließt die Ciorna und verlaufen die R9, die G40 und die G41.